# Pasquale Foresi
Pasquale Foresi (Livorno, 5 luglio 1929 – Rocca di Papa, 14 giugno 2015) è stato un presbitero e teologo italiano.
Per il rilevante contributo da lui dato nell'attuazione del disegno concepito da Chiara Lubich, fondatrice del Movimento dei Focolari,  è stato da lei riconosciuto cofondatore insieme a Igino Giordani.

## Biografia
Nato a Livorno, si trasferì a Pistoia nel settembre del 1943, quando il padre Palmiro Foresi, deputato al parlamento italiano, venne incaricato da Alcide De Gasperi di fondare la sezione locale della Democrazia Cristiana. Scappato di casa all'armistizio per raggiungere la camicie nere di Salò, si arruola poi nelle SS. Successivamente fugge con 45 prigionieri che aveva in custodia ma viene catturato nuovamente. Deportato in Germania, non è chiaro come sia rientrato in Italia, come non è chiaro se abbia effettivamente partecipato alla Resistenza. Il suo biografo, Michele Zanzucchi, ha raccolto queste notizie con una certa fatica, posto che nemmeno Foresi ha mai voluto parlare di questo periodo della sua vita.
Formatosi in ambienti cattolici, viva era in lui l'esigenza di coniugare Vangelo e vita. Finita la guerra, nel settembre 1945 entrò in seminario a Pistoia   Due anni continuò gli studi in preparazione al sacerdozio all'Almo Collegio Capranica di Roma e frequentò l'Università Gregoriana. Ne uscì per il sopravvenire di una profonda crisi di fede. Nella sua città, Pistoia, ventenne, nel novembre 1949, grazie all'amicizia tra il padre e Igino Giordani, entrò in contatto  con Graziella De Luca, una delle prime giovani che avevano seguito Chiara Lubich, fondatrice del Movimento dei Focolari.  Desiderando incontrare subito Chiara Lubich, nel Natale di quell'anno, si recò a Trento. Raccontò di quei giorni:
Nel movimento ricevette il nome di "Chiaretto", dal nome della fondatrice, perché Chiara aveva visto in Foresi le potenzialità di colui che poteva dare un importante contributo nella costruzione del Movimento (che oltretutto, a quell'epoca, subiva l'esame severo, da parte del Sant'Uffizio)..
Ordinato presbitero a Trento nel 1954, fu il primo focolarino sacerdote e aprì questa strada ad altri.
Contribuì a dar corpo a dimensioni fondamentali del movimento nel campo del pensiero e della cultura. Rese possibile la formazione della diramazione del movimento costituita da sacerdoti diocesani diventati poi animatori del "Movimento Sacerdotale".
Contribuì in modo determinante anche alla nascita di Città Nuova Editrice, sostenendo il sorgere delle editrici estere.
A lui si deve la realizzazione di varie opere del movimento, come i centri Mariapoli per la formazione dei membri del movimento e della cittadella di Loppiano, il cui progetto era stato intuito da Chiara Lubich alcuni anni prima. Loppiano sarà la prima delle oltre venti cittadelle sviluppatesi finora in diverse parti del mondo. Collaborò anche alla stesura degli statuti del movimento. 
Era dotato di spiccata attitudine agli studi teologici. Questo aspetto rappresenta, meglio degli altri, il suo particolare apporto allo sviluppo del Movimento. Scrive: 
Don Foresi ha infatti presentato con numerosi scritti e conversazioni, la teologia del carisma di Chiara nella sua dimensione sociale e spirituale, sottolineandone con autorevolezza la novità, sia in ordine alla vita che al pensiero. Dalle sue pagine scaturisce 
Di questa fecondità ebbe a dire:
Rimase accanto a Chiara Lubich sino al momento della sua dipartita, il 14 marzo 2008. Morì nella notte del 14 giugno 2015, nella sua abitazione a Rocca di Papa, all’età di ottantasei anni.

## Opere

### Libri
- L’agape in san Paolo e la carità in san Tommaso d’Aquino. Saggio di un confronto tra la teologia biblica e la teologia speculativa, Città Nuova, Roma 1965.
- Teologia della socialità, Città Nuova, Roma 1965.
- Il testamento di Gesù. Spunti di meditazione, Città Nuova, Roma 1966.
- Appunti di filosofia. Sulla conoscibilità di Dio, Città Nuova, Roma 1967.
- Fede speranza carità nel Nuovo Testamento. Spunti di meditazione, Città Nuova, Roma 1967.
- Parole di vita, Città Nuova, Roma 1968.
- Conversazioni con i Focolarini, Città Nuova, Roma 1969.
- Problematiche d’oggi nella Chiesa, Città Nuova, Roma 1970.
- Il testamento di Gesù. Meditazioni sull’unità fede speranza carità, Città Nuova, Roma 1982.
- L’esistenza cristiana. Spunti di meditazione biblica, Città Nuova, Roma 1989.
- Conversazioni di filosofia, Città Nuova, Roma 2001.
- Dio ci chiama. Conversazioni sulla vita cristiana, Città Nuova, Roma 2003.
- Note di filosofia (raccoglie due volumi già citati: Appunti di filosofia e Conversazioni di filosofia), Città Nuova,Roma 2004.
- Colloqui. Domande e risposte sulla spiritualità dell’unità, Città Nuova, Roma 2009.
- Luce che si incarna. Commento ai 12 punti della spiritualità dell’unità, Città Nuova, Roma 2014.

### Articoli su «Ekklesia»
- Il Corpo di Cristo che è la Chiesa, in «Ekklesia» 1 (1967), pp. 5‐17.
- Fondamenti teologici dell’Enciclica Populorum Progressio, in «Quaderni di Ekklesia» 1 (1967), pp. 5‐17.
- Vi possono essere teologi laici?, in «Quaderni di Ekklesia» 2 (1967), pp. 5‐28.
- Celibato sacerdotale alla luce dei Vangeli, in «Ekklesia» 2 ==(1969), pp. 5‐24.

### Articoli su «Nuova Umanità»
- Il Celibato in Matteo, 1 (1979), pp. 29‐50.
- La donna nei primi tre capitoli del Genesi, 3 (1979), pp. 31‐51.
- La preghiera del Signore, 6 (1979), pp. 3‐22.
- La preghiera di Gesù per l’unità. Considerazioni spirituali ‐ I, 12 (1980), pp. 38‐54.
- La preghiera di Gesù per l’unità. Considerazioni spirituali ‐ II,13 (1981), pp. 25‐41.
- Ascesi e cristianesimo, 16‐17 (1981), pp. 19‐47.
- Appunti per una meditazione sull’umiltà ‐ I, 26 (1983), pp. 7‐20.
- Appunti per una meditazione sull’umiltà ‐II, 27 (1983), pp. 7‐24.
- Fare filosofia, 133 (2001/1), pp. 23‐30.
- Conoscenza e comunione, 134 (2001/2), pp. 223‐228.
- La crisi dell’arte, 135‐136 (2001/3‐4), pp. 363‐370.
- La vocazione a seguire Gesù, 137 (2001/5), pp. 593‐600.
- È la vita che fa capire. Per questo occorre una nuova scuola dipensiero, 138 (2001/6), pp. 813‐820.
- L’origine del problema della filosofia, 139 (2002/1), pp. 29‐32.
- Le tappe della vita spirituale nella prospettiva dell’unità, 142 (2002/4), pp. 417‐430.
- La seconda scelta di Dio, 143 (2002/5), pp. 565‐576.
- L’oggetto della filosofia, 144 (2002/6), pp. 721‐726.
- I discepoli di Gesù, 145 (2003/1), pp. 37‐43.
- La vocazione, 146 (2003/2), pp. 153‐161.
- Dio amore e la preghiera, 147‐148 (2003/3‐4), pp. 325‐331.
- Il mistero dell’essere, 149 (2003/5), pp. 531‐539.
- La povertà nei Vangeli. Riflessioni a partire dai testi, 150 (2003/6), pp. 681‐696.
- Alcuni aspetti della povertà tra i primi seguaci di Gesù, 151 (2004/1), pp. 21‐35.
- Koinonia, 152 (2004/2), pp. 175‐190.
- La preghiera di Gesù per l’unità, 153‐154 (2004/3‐4), pp. 341‐370.
- L’agape nel cristianesimo, 155 (2004/5), pp. 569‐577.
- La venuta di Gesù e la malattia, 156 (2004/6), pp. 783‐811.
- L’apostolato nella vita della Chiesa, 157 (2005/1), pp. 17‐41.
- Riflettendo sul tempo, 158 (2005/2), pp. 229‐238.
- Gesù in mezzo a noi, 159‐160 (2005/3‐4), pp. 419‐429.
- Il problema della conoscenza, 161 (2005/5), pp. 665‐669.
- Filosofia e storia della filosofia, 163 (2006/1), pp. 17‐24.
- La storia come verità, 164 (2006/2), pp. 151‐154.
- La libertà, la creazione e Maria. Spunti di riflessione concernenti la filosofia, 165‐166 (2006/3‐4), pp. 309‐314.
- Filosofia e teologia, 167 (2006/5), pp. 521‐525.
- La compiuta verità, 168 (2006/6), pp. 679‐684.
- È possibile conoscere l’esistenza di Dio? È possibile una metafisica?, 169 (2007/1), pp. 9‐18.
- La conoscenza, 170 (2007/2), pp. 155‐168.
- Craturalità ed esistenzialismo, 171 (2007/3), pp. 333‐341.
- Linguaggio e creaturalità, 172‐173 (2007/4‐5), pp. 463‐475.
- La filosofia e Dio, 174 (2007/6), pp. 613‐620